# Stadhouderskade 7
Stadhouderskade 7 (en soms meegenomen 9) is een pand aan de Stadhouderskade in Amsterdam.
Het gebouw is neergezet in een ontwerp van de architect Foeke Kuipers, van Friese komaf. Hij ontwierp het gebouw voor Algemene Maatschappij voor Jongemannen en Hotel Centraal der AMVJ. Nadat de AMVJ vertrokken was kreeg het gehele gebouw een horecabestemming. Onder andere het Golden Tulip en het Mercure-hotel was hier gevestigd. In 2015 exploiteert NH Hotel Group (Amsterdam Centre) nummer 7.
Het gebouw, waarvan de eerste heipaal in 1926 onder toeziend oog van de architect de grond in ging, kent een strakke architectuur met veel baksteen, zogenaamde Amsterdamse School. De eerste etage kent een gevelbrede balustrade. Over de volle breedte van de gevel net onder de balustrade vindt men beeldhouwwerken van Louis van der Noordaa.
Oost ·
160 ·
158 ·
157 ·
156 ·
155 ·
151-154 ·
149-150 ·
145-146 ·
142-144 ·
140-141 ·
137-139 ·
135-136 ·
130-134 ·
129 ·
128 ·
125-127 ·
123-124 ·
116-122 ·
115 ·
110-113 ·
100-101 ·
97 ·
95-96 ·
93-94 ·
92 ·
91 ·
89-90 ·
87-88 ·
86 ·
85 ·
84 ·
82-83 ·
78-79 ·
77 ·
Heineken Brouwerij ·
74 ·
72-73 ·
69-70 ·
68 ·
67 ·
65-66 ·
64 ·
62-63 ·
60-60a ·
58-59 ·
56-57 ·
Willemshuis ·
Van Nispenhuis ·
Kapel van Sint Josephs Gezellen-Vereeniging ·
54 ·
52-53 ·
47-49 ·
Carel Willinkplantsoen ·
Polderhuis ·
Ruysdaelkade 2-4 ·
Judith Leysterbrug ·
42 (Rijksmuseum) ·
40-41 ·
31-35 ·
30 ·
29 ·
Park Centraal Amsterdam ·
Stedemaagd (Vondelpark) ·
Byzantium ·
Koepelkerk ·
12 (Marriott) ·
Persilhuis ·
7 ·
5 ·
3 ·
1 ·
West